# Unter Verdacht: Betongold
Betongold ist ein deutscher Fernsehfilm von Ulrich Zrenner aus dem Jahr 2016. Es handelt sich um die fünfundzwanzigste Episode der ZDF-Kriminalfilmreihe Unter Verdacht mit Senta Berger als Dr. Eva Maria Prohacek in der Hauptrolle.

## Handlung
Dezernatsleiter Dr. Claus Reiter eröffnet das Richtfest des neuen Polizeipräsidiums. Bei der Rede stürzt aus dem 9. Stock der stellvertretende Leiter des Bauamts auf die Besuchsgäste. Die Kriminalrätin Eva Maria Prohacek und ihr Assistent André Langner finden heraus, dass jemand bei dem tödlichen Sturz nachgeholfen hat. Auf dem Dach treffen sie den bulgarischen Bauarbeiter Metodi mit seinem Sohn an. Die Beamten verhaften ihn, lassen den Familienvater aber schnell wieder frei. Prohacek stößt unterdessen bei ihren Ermittlungen auf die dubiosen Machenschaften des Bauunternehmens.

## Hintergrund
Der Film wurde vom 11. November 2014 bis zum 13. Dezember 2014 in München und Umgebung gedreht. Die Folge wurde am 5. Februar 2016 um 20:15 Uhr auf arte erstausgestrahlt.

## Kritik
Die Kritiker der Fernsehzeitschrift TV Spielfilm vergaben dem Film die bestmögliche Wertung, sie zeigten mit dem Daumen nach oben. Sie bemängelten vorsichtig, „gemessen am üblichen hohen Niveau der Reihe geht es diesmal routinierter zu“, und konstatierten: „Routinekrimi mit Haltung und Topensemble“.